# Bednar FMT
Bednar FMT s.r.o. (Eigenschreibweise BEDNAR FMT) ist ein tschechischer Hersteller von Landmaschinen. Er spezialisiert sich auf die Entwicklung von Maschinen für die Bodenbearbeitung, Aussaat und Düngung, die Bewirtschaftung von Ernterückständen sowie auf Zwischenreihen- und Reihenbearbeitung.

## Geschichte
Das Unternehmen wurde 1997 unter dem Namen Strom Export s.r.o. von Ladislav Bednář und seinen Partnern gegründet und sein Fokus lag zunächst auf dem Export tschechischer Landmaschinen. Nach und nach begann das Unternehmen, eigene Maschinen zu produzieren, wobei das erste Produkt der 1998 eingeführte Scheibenschälpflug Disk Profi war.
Im Jahr 2013 wurde das Unternehmen in Bednar FMT umbenannt und Ladislav Bednář wurde Alleineigentümer.

## Produkte und Vertrieb
Das Unternehmen bietet eine breite Palette von Landmaschinen an, darunter Scheibenschälpflüge, Sämaschinen und Reihengrubber, insbesondere für die Großflächenlandwirtschaft. Einige Maschinen finden dagegen Anwendung in der Präzisionslandwirtschaft mit einem geringeren ökologischen Fußabdruck. Das Unternehmen präsentiert seine Produkte regelmäßig auf internationalen Landwirtschaftsmessen wie der Agritechnica und der SIMA.
Das Unternehmen betreibt ein Vertriebsnetz in Europa, Nord- und Südamerika, Asien und Australien.

## Rekord
Im Jahr 2023 bearbeitete der Scheibenschälpflug Swifterdisc XE 18400 Mega eine Rekordfläche von 769,36 Hektar in 24 Stunden.
Durchschnittliche Betriebsdaten
- Arbeitstiefe: 7 cm
- Durchschnittlicher Kraftstoffverbrauch: 3,1 l/ha
- Maximale Arbeitsgeschwindigkeit: 21 km/h
- Durchschnittliche Leistung: 32,6 ha/Std.
- Zurückgelegte Strecke: 450,7 km
- Kraftstoffverbrauch insgesamt: 2355,6 l

## Galerie

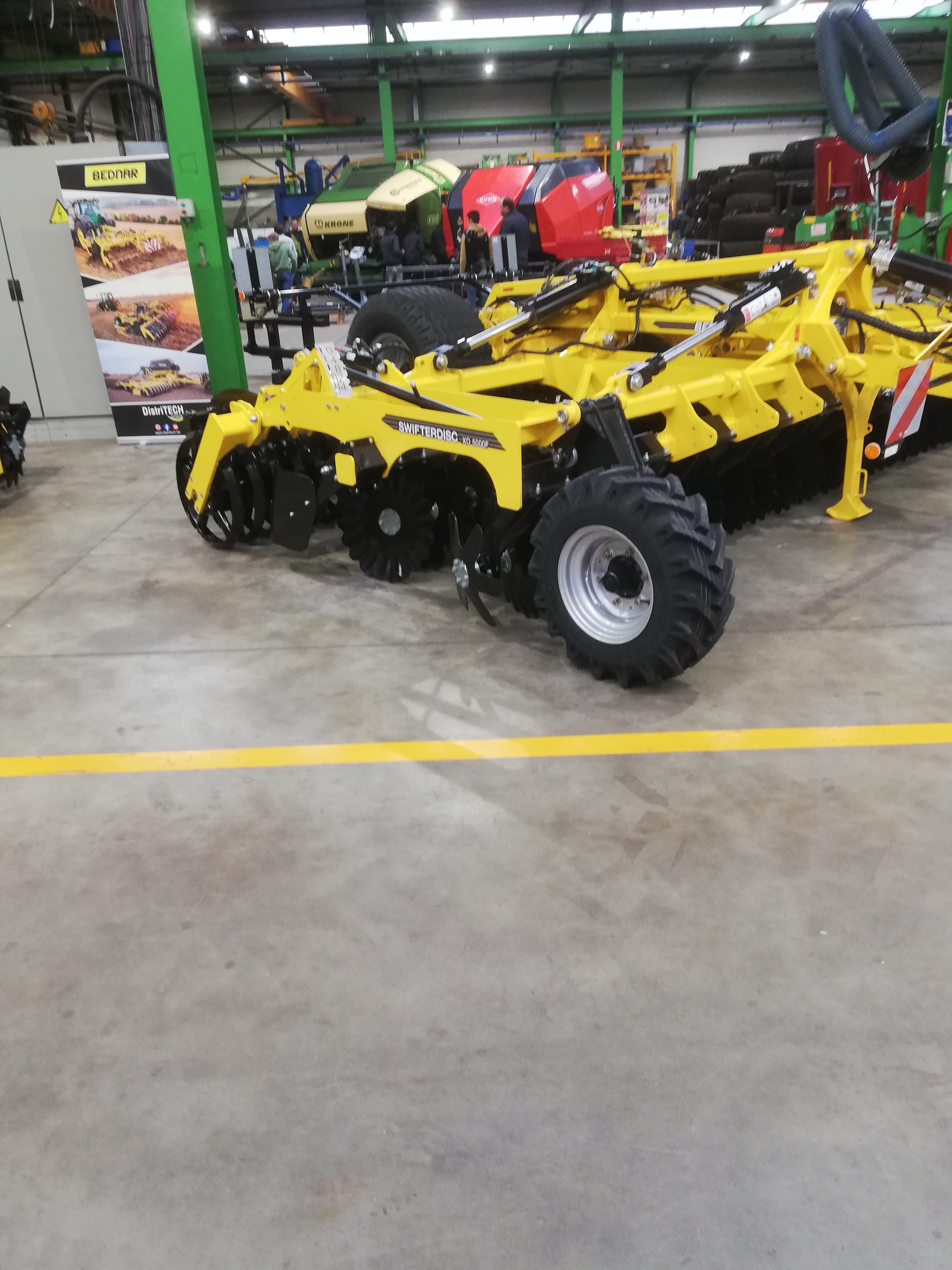
Bednar Swifterdisc
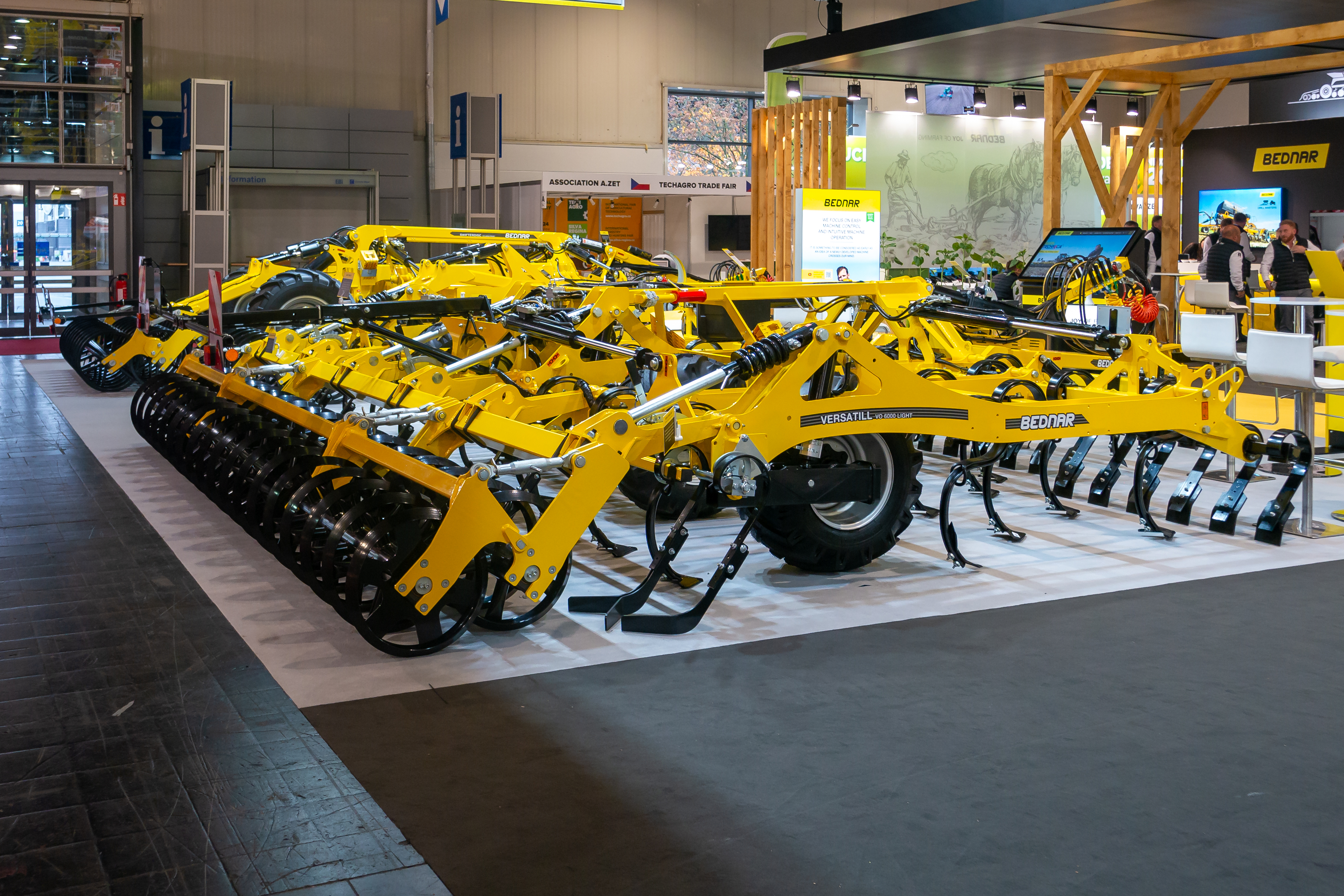
Bednar Versatill
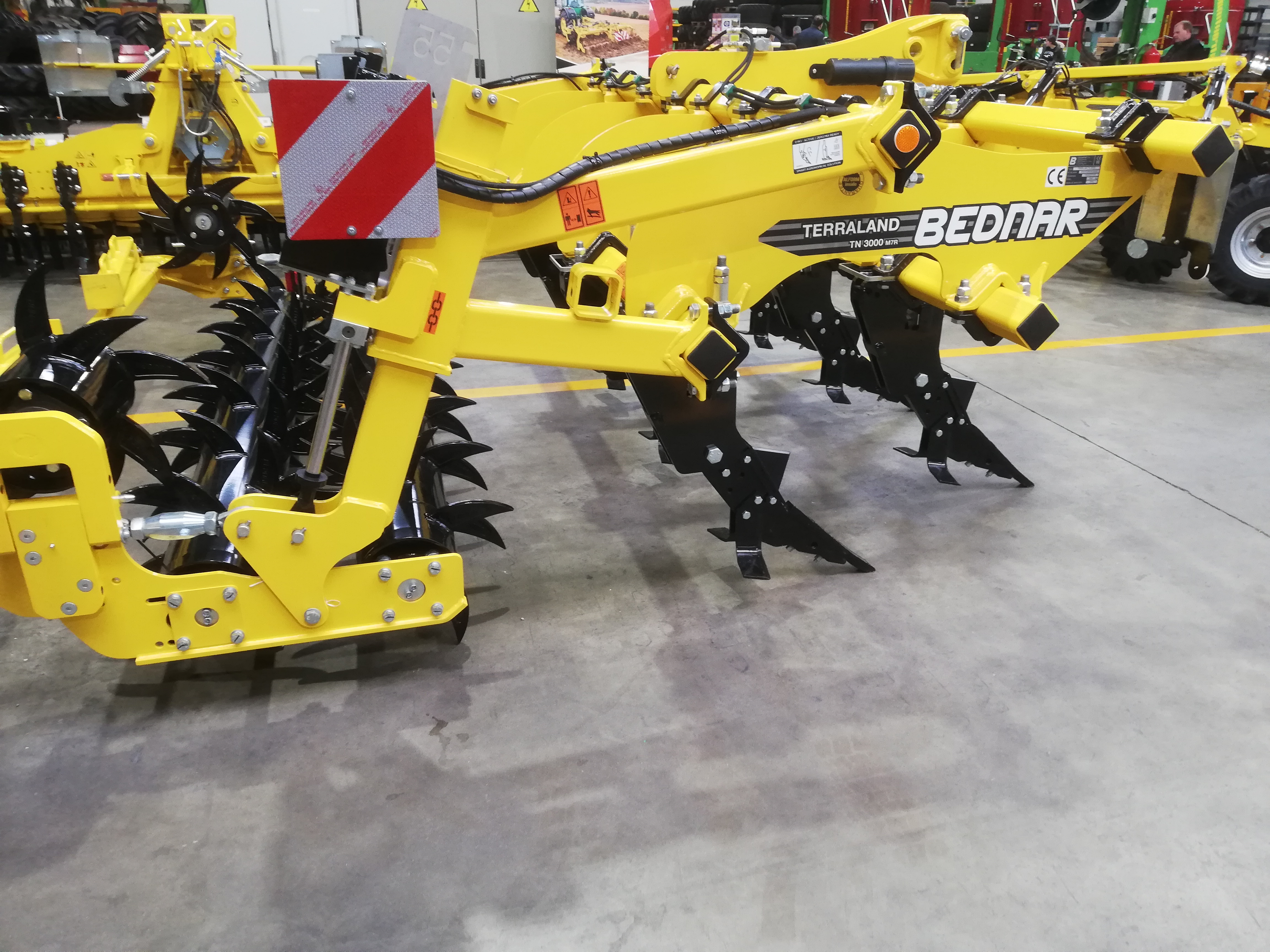
Bednar Terraland